# Новак Недић
Новак Недић (Београд, 1982) је српски политичар, адвокат и спортски администратор. На функцији је генералног секретара Владе Србије био је од 1. маја 2014. до 16. априла 2025. године.

## Рани живот, образовање и адвокатска каријера
Недић је рођен 1982. године у Београду, СР Србија, СФР Југославија. Завршио је Шесту београдску гимназију и Правни факултет Универзитета у Београду.
Од 2000. до 2005. године радио је као волонтерски приправник у Привредном суду у Београду, а затим као приправник и касније адвокат у Адвокатској канцеларији Недић. 
Бави се привредним и кривичним правом и поседује сертификат о посебним знањима о правима детета и кривичноправној заштити малолетника.

## Политичка каријера
Недић је високопозиционирани члан Српске напредне странке (СНС). 28. новембра 2012. године именован је за заменика генералног секретара Владе Србије и владе Ивице Дачића. За генералног секретара Владе Србије и првог кабинета Александра Вучића именован је 1. маја 2014. године. Од тада обавља функцију генералног секретара, а ту функцију обављао је и у другој влади Александра Вучића и првој, другој, трећој влади Ане Брнабић и влади Милоша Вучевића.
Члан је Главног и Извршног одбора СНС-а и председник Правног савета СНС-ове београдске филијале.

## Спортски администратор
Недић је познат и по ангажману у ФК Партизан, где је био члан управног одбора до 2014. године, када је поднео оставку. Његов отац Војислав Недић, угледни правник и бивши председник Адвокатске коморе Београда (2010) и касније и члан СНС, а био је потпредседник клуба до 2016. године. 
Породица Недић важи за еминенте клуба. Током Недићевог времена у Партизану, јужну трибину заузела је нова група навијача Гробара који су навијали за друге клубове и назвали се Јањичари иако од било каквој вези између ова два догађаја нема доказа осим спекулација одређених про-опозиционих медија.

## Контроверзе
У мају 2014. године, српски медији су објавили да је службеница у државној управи изнела тврдње да је била изложена непримереном понашању и претњама од стране високог званичника у Генералном секретаријату Владе Србије. Према извештајима, службеница је навела да јој је тај званичник у почетку помогао да добије посао, али да је касније почео да се понаша претећи када је изразила страх да би могла бити разрешена дужности.
Тајминг изношења навода, који је уследио након што је службеница наводно сазнала да ће бити смењена, изазвао је јавну расправу о веродостојности и могућим мотивима иза оптужби. До јуна 2025. године, није поднета званична кривична пријава нити је покренут дисциплински поступак.  Недић је негирао наводе и рекао да је неко хтео да му науди. Случај није истраживала влада или било који други орган.
У октобру 2022. године, поједини медији известили су да је Новак Недић поново заузео позицију у оквиру Владе Србије. Тим поводом се огласио народни посланик и високорангирани опозициони представник Срђан Миливојевић, који је у међувремену постао и председник Демократске странке. Он је изразио забринутост због, како је навео, повратка појединаца повезаних са неформалним структурама моћи у државну управу.
Миливојевић је у јавном наступу изнео тврдње о могућим везама између државних функционера и криминалних кругова, али до сада нису представљени званични докази нити су подигнуте оптужбе против Недића у том контексту. Докази са стрелишта су касније нестали.